# Zinaida Greceanîi
Zinaida Greceanîi (født 7. februar 1956) er en moldovisk politiker, der var Moldovas premierminister fra 31. marts 2008 til 14. september 2009.